# Шенуа (коммуна)
Шенуа́ (фр. Chenois) — коммуна во французском департаменте Мозель региона Лотарингия. Относится к  кантону Дельм.

## Географическое положение
Шенуа расположен в 30 км к юго-востоку от Меца. Соседние коммуны: Лес, Тикур, Тонвиль и Арренкур на северо-востоке, Брюланж на востоке, Люси и Морвиль-сюр-Нье на юго-востоке, Бодрекур на западе, Сент-Эвр на северо-западе.

## История
- Поселение было поделено между герцогством Бар и епископатом Меца.

## Демография
По переписи 2008 года в коммуне проживало 60 человек.	